# Perrysville (Indiana)
Perrysville – miasto w Stanach Zjednoczonych, w stanie Indiana, w hrabstwie Vermillion.